# Ballerus ballerus
Ballerus ballerus es una especie de pez cipriniforme de la familia Cyprinidae. También es conocido como zope o blue bream.

## Morfología
Los machos pueden llegar alcanzar los 35 cm de longitud total.

## Alimentación
Come principalmente plancton.

## Hábitat
Es un pez bentopelágico y de clima templado (5 °C-25 °C).

## Distribución
Se encuentra en Eurasia: cuencas del mar del Norte, el mar Báltico, el mar Negro, el mar de Azov y el mar Caspio.